# Sterrenoorlog
Sterrenoorlog is een PBM-spel dat zich afspeelt in een tweedimensionale ruimte, waarin vier rassen elkaar bevechten om de eer. Het spel bestaat sinds 1986 en is door Harry Post van een commercieel PBM-bedrijf Fantasia Arena geprogrammeerd op een Commodore 64. Voor deelname moest toen betaald worden per schip per beurt. De orders werden via een orderformulier aangeleverd per post, en werden ingevoerd in het programma. De resultaten werden vervolgens per post gestuurd naar de spelers. Na het julinummer 1987 van KijK kende het spel in zijn hoogtijdagen zo'n 200 actieve spelers. Fantasia Arena stopte met het spel en het bedrijf in 1996. Om het spel niet verloren te laten gaan, hebben enkele mensen het gekocht van Fantasia Arena en gemoderniseerd voor gebruik op de PC. Tegenwoordig wordt het spel gespeeld in een kleine gemeenschap, waarbij enkele vrijwilligers als GameMaster (GM) optreden. Verder gaat alle communicatie via Email en wordt een kleine bijdrage gevraagd pér spel. Ook is er een actieve forum beschikbaar.

## Uitleg
Sterrenoorlog is gebaseerd op Star Trek en speelt zich af in een twee-dimensionale ruimte. Er spelen vier rassen mee, te weten de Federatie, Klingons, Romulan en Kzinti. Ieder ras beschikt over zijn eigen type schip met zijn eigen specificaties.
Het doel van het spel is om de (vooraf onbekende) doelscore te overschrijden voor de andere teams om zo de overwinning binnen te slepen. Elk ras bestaat uit vier schepen. Per spel doen dus 16 schepen mee. Daarnaast heeft elk ras de beschikking over een door de computer bestuurde sterbasis. De doelscore ligt tussen de 750 en 950 punten.
Voor elke treffer op een schild krijg je een half punt, voor elke treffer intern een heel punt. Elk intern treffer veroorzaakt schade aan het schip wat kan resulteren in bijvoorbeeld minder generatoren (energie), verminderde sensorbereik, defecte wapens, etc. Een schip kan zichzelf repareren door energie-eenheden toe te kennen aan reparatiesystemen of door te gaan repareren op een sterbasis. Voor het vernietigen van een schip krijg je een bonus van 20 punten. Een schip is wrak als er +/- 100 interne treffers zijn geplaatst. Een sterbasis, die zeer zwaarbewapend is, is pas wrak als er +/- 200 interne treffers zijn geplaatst. Een spel winnen betekent een promotie in rang als je aan de voorwaarden voldoet en zijn er onderscheidingen te verdienen.
De posities van de schepen worden aangeduid met afgeronde (X,Y)-coördinaten. Dus een schip kan b.v. op (-44,36) liggen. Dit houdt in dat het schip ongeveer op 44 punten naar links en 36 punten omhoog ligt. De koers die een schip vliegt, varieert van 0 tot 359 graden, wat wil zeggen dat koers 0 naar het noorden is en koers 180 naar het zuiden.
Elk schip heeft bewapening aan boord in de vorm van phasers. Daarnaast heeft elk schip ook secundaire wapens afhankelijk van het type ras. Echter niet alle wapens vuren onder elke hoek af, behalve via het voorste schild. Daarnaast kan elk wapen maar één keer afgevuurd worden via een tijds- of een afstandsorder. Het is dus zaak om zodanig te manoeuvreren om de tegenstander binnen optimale vuurbereik te krijgen zonder dat je zelf in een ongunstige situatie komt te liggen.
Een spel kent een aantal beurten. Elk beurt is onderverdeeld in 10 impulsen met mogelijke koerswijzigingen. Voor elke beurt moet dus voor 10 impulsen nagedacht worden wanneer te bewegen via een koerswijziging en wanneer geschoten moet worden voor een optimaal effect.

## Rassen en hun type schip
FederatieNet als binnen Star Trek is de Federatie de grootste politieke en economische groepering waarbij tientallen rassen vertegenwoordig zijn. Het werkpaard van de Federatie is de klasse M Kruiser. Oorspronkelijk bedoeld als onderzoeksschip, dat is omgebouwd tot een oorlogsschip met twee krachtige langeafstandswapens, Photon-torpedobuizen en vier phasers. Het schip heeft de meeste energie-eenheden (30 generatoren en 4 accu's) en is redelijk wendbaar met 30 graden per impuls.
KlingonsEen agressief ras dat grenst aan dat van de Federatie. Het voert een recht-voor-zijn-raap-politiek, wat terug te vinden is in de beruchte D7 slagkruisers met 5 phasers en twee disruptors. Met deze bewapening is de D7 slagkruiser op korte afstand het effectiefst. Het schip bevat een uiterst krachtige voorschild en heeft een lage wendbaarheid in de vorm van 25 graden per impuls.
KzintiDe Kzinti zijn grote katachtige wezens die in een gewelddadige samenleving leven. Om hun vijanden het hoofd te bieden, beschikken ze over een zeer snelle Defender dat van alle rassen het meest kan versnellen of vertragen (maximaal 18 AE/beurt). Ook is het de meest wendbare schip met 45 graden per impuls. Een Defender heeft de beschikking over een photon-torpedobuis en vier raketten. Voor het laden van nieuwe raketten moet de Defender eerst dokken op zijn sterbasis. De constant vliegende raket kan twee beurten volhouden voor het in kan slaan. Het is ook de enige schip waarvan de phasers zowel naar voren als naar achteren gericht zijn.
RomulanHet meest oorlogszuchtige ras binnen het universum en is volledig toegewijd aan de glorie van oorlog. De oorlogsvloot is opgebouwd uit de Havik-klasse. Deze schepen zijn uitgerust met een plasma-torpedobuis en twee zware phasers die op korte afstand zeer effectief is. De steeds versnellende plasmatorpedo is maximaal drie beurten onderweg voor het in kan slaan. Daarnaast is een Havik voorzien van een verhuller die de Romulanen in staat stelt een eerste klap uit te delen voor het zelf geïdentificeerd kan worden. Door deze voorzieningen is het een schip met de minste generatoren (25 EE's) en kent het de minste versnelling dan wel vertraging (maximaal 12 AE/beurt) met een wendbaarheid van 36 graden per impuls.